# Артемов, Игорь Иосифович
Игорь Иосифович Артемов (9 октября 1950, Вильнюс, ЛССР, СССР — российский ученый в области технологии машиностроения. Доктор технических наук, профессор. Заслуженный деятель науки Российской Федерации (2006). Почётный работник высшего профессионального образования Российской Федерации (1999). Директор Научно-исследовательского института фундаментальных и прикладных исследований ПГУ с 2019 года.
Руководитель научно-педагогической школы ПГУ «Комплексное обеспечение показателей качества транспортных, технологических машин и приборов».

## Биография
Родился в Вильнюсе 9 октября 1950 года.
В 1973 г. закончил обучение на механико-технологическом факультете Пензенского политехнического института.
С 1973 по 1977 годы работал инженером ППИ.
С 1977 года учился в очной аспирантуре Московского станкоинструментального института. В 1981 году защитил диссертацию на соискание ученой степени кандидата технических наук.
С 1981 по 1989 годы — ассистент, старший преподаватель, доцент ППИ.
В 1985—1986 годах прошел 10-месячную научную стажировку в Румынии.
В 1989 году поступил, а в 1992 году окончил докторантуру Московского станкоинструментального института, досрочно защитив диссертацию на соискание ученой степени доктора технических наук.
С 1992 по 1997 годы — доцент, затем профессор Пензенского государственного университета.
В 1997 году избран на должность заведующего кафедрой «Детали машин и приборов», позднее переименованной в «Транспортные машины», которой успешно руководил до 2009 года.
В 1999 году стал деканом факультета «Мобильные системы», который в 2004 году был реорганизован в институт транспорта, в 2008 году — в факультет транспорта и энергетики.
С 2009 года — декан объединенного факультета машиностроения, транспорта и энергетики.
С 2010 по 2019 гг. — проректор по научной работе и инновационной деятельности ПГУ.
С сентября 2019 года — директор Научно-исследовательского института фундаментальных и прикладных исследований ПГУ.

## Научная деятельность
Руководитель научно-педагогической школы ПГУ «Комплексное обеспечение показателей качества транспортных, технологических машин и приборов» (с 1997). При участии сотрудников НПШ открыто 5 учебных лабораторий: «Конструкция автомобилей», «Конструкция тракторов», «Двигатели внутреннего сгорания», «Конструкторско-технологическая информатика в машиностроении»,
«Организация и безопасность движения».
Член экспертного совета ВАК по машиностроению 2007—2018 г. Член специализированного экспертного совета ВАК.
Член редколлегии журналов «Известия ВУЗов. Поволжский регион», «Новые промышленные технологии», «Наукоёмкие технологии в машиностроении», «Инженерный журнал-справочник».
Подготовил к защите 12 кандидатов и 3-х докторов технических наук.
Основное научное направление: комплексное обеспечение показателей качества транспортных и технологических машин.

## Публикации
Автор более 300 научных публикаций: в ведущих научных рецензируемых журналах, индексируемых в БД Scopus и WoS, включённых в Перечень Высшей аттестационной комиссии (ВАК) при Министерстве науки и высшего образования Российской Федерации, учебных и учебно-методических пособий, монографий (в том числе коллективных).
Некоторые труды:
- Артемов И. И., Чуфистов Е. А., Липов А. В., Чуфистов О. Е., Большаков Г. С., Носков К. А. Обеспечение качества планетарно-цевочных передач при проектировании и производстве // Известия вузов. Поволжский регион. 2018. — № 3(47). — С.124-139;
- Артемов И. И., Зверовщиков А. Е., Нестеров С. А. Стратегия оценки технологичности конструкции изделий для высокотехнологичности наукоемких машиностроительных производств // Вестник Рыбинской государственной авиационной технологической академии им П.А. СОЛОВЬЕВА. — 2017. — № 1(40). — С.286-290;
- Зверовщиков А. Е., Артёмов И. И., Самохин Н. В. Научный подход к обеспечению точности державок токарного инструмента со сменными неперетачивамыми пластинами // Наукоемкие технологии в машиностроении. 2017. № 4 (70). С. 11-16;
- Артемов И. И., Буц В. П., Горячев Н. В., Кочегаров И. И., Миронов В. А., Прошин А. А., Тычков А. Ю., Галан С. Е., Бабкин И. Ю. Проектирование лабораторного реактора проточного синтеза на основе методологии построения информационно-измерительных и управляющих систем // Известия высших учебных заведений. Поволжский регион. Технические науки. 2016. № 4 (40). С. 73-82
- Артемов И. И., Кревчик В. Д.Основы технологии наноструктурирования дислокаций и микротрещин в поверхностном слое материала: монография — Пенза : ПГУ, 2014. — 112 с.; ISBN 978-5-94170-853-6[7].

## Награды
- Заслуженный деятель науки Российской Федерации (2006)[8];
- Почётный работник высшего профессионального образования Российской Федерации (1999);
- Почетный знак Губернатора Пензенской области «Во славу земли Пензенской» (2018);
- Памятная медаль «100 лет войскам связи Вооруженных сил» (2019);
- Почетный профессор Пензенского государственного университета (2013)[9];
- Юбилейная медаль «В память 350-летия Пензы» (2013);
- Почетная грамота Законодательного Собрания Пензенской области (2010);
- Памятный знак «За заслуги в развитии города Пензы»(2010)[10];
- Почетная грамота Губернатора Пензенской области (2003)[4].